# Segona Divisió 2017/18
Die Segona Divisió 2017/18 war die 19. Spielzeit der zweithöchsten Fußballliga in Andorra. Sie begann am 24. September 2017 und endete am 13. Mai 2018. 

## Modus
Jedes Team spielte zunächst zweimal gegeneinander; einmal zu Hause und einmal auswärts. Nach 18 Spieltagen qualifizierten sich die besten fünf Teams für die Aufstiegsrunde, in der Reserveteams jedoch nicht zugelassen sind. Der Erste stieg direkt auf, der Zweitplatzierte spielte gegen den Siebten der Primera Divisió in der Relegation.

## Vorrunde

### Tabelle
| Pl. | Verein                  | Sp. | S  | U | N  | Tore    | Diff. | Punkte |
| --- | ----------------------- | --- | -- | - | -- | ------- | ----- | ------ |
| 1.  | FC Ordino (A)           | 18  | 14 | 1 | 3  | 080:180 | +62   | 43     |
| 2.  | Atlètic Club d’Escaldes | 18  | 14 | 1 | 3  | 056:180 | +38   | 43     |
| 3.  | CE Carroi               | 18  | 12 | 2 | 4  | 065:230 | +42   | 38     |
| 4.  | FS La Massana           | 18  | 11 | 2 | 5  | 060:340 | +26   | 35     |
| 5.  | UE Santa Coloma B       | 18  | 6  | 3 | 9  | 030:310 | −1    | 21     |
| 6.  | FC Encamp B             | 18  | 6  | 3 | 9  | 038:520 | −14   | 21     |
| 7.  | CE Jenlai 1             | 18  | 6  | 2 | 10 | 043:640 | −21   | 14     |
| 8.  | FC Rànger’s 2           | 18  | 4  | 1 | 13 | 023:770 | −54   | 13     |
| 9.  | FC Lusitanos B          | 18  | 2  | 1 | 15 | 022:710 | −49   | 01     |
| 10. | CF Atlètic Amèrica 3    | 18  | 6  | 2 | 10 | 019:480 | −29   | 17     |

Platzierungskriterien: 1. Punkte – 2. Direkter Vergleich (Punkte, Tordifferenz, geschossene Tore) – 3. Tordifferenz – 4. geschossene Tore

| (A) | Absteiger der letzten Saison |

### Kreuztabelle
| 2017/18                 | FC Ordino | Atlètic Club d’Escaldes | CAR   | FS La Massana |     | FC Encamp B | JEN  | FC Rànger’s | FC Lusitanos B | ATL   |
| ----------------------- | --------- | ----------------------- | ----- | ------------- | --- | ----------- | ---- | ----------- | -------------- | ----- |
| FC Ordino               |           | 4:0                     | 1:2   | 4:1           | 6:0 | 3:1         | 2:3  | 11:1        | 4:2            | 8:0   |
| Atlètic Club d’Escaldes | 1:0       |                         | 3:2   | 1:3           | 0:2 | 4:0         | 4:1  | 4:0         | 5:0            | 4:1   |
| CE Carroi               | 2:6       | 0:0                     |       | 2:3           | 1:0 | 9:1         | 1:2  | 2:0         | 9:0            | 2:2   |
| FS La Massana           | 2:3       | 1:4                     | 3:4   |               | 3:1 | 7:0         | 12:3 | 4:1         | 1:0            | 3:0 * |
| UE Santa Coloma B       | 1:1       | 1:4                     | 0:1   | 1:2           |     | 4:1         | 4:2  | 0:1         | 2:1            | 3:0 * |
| FC Encamp B             | 2:3       | 2:3                     | 1:4   | 1:1           | 0:0 |             | 6:4  | 3:0         | 3:2            | 1:4   |
| CE Jenlai               | 0:9       | 0:3                     | 1:3   | 3:2           | 2:2 | 0:5         |      | 1:4         | 2:2            | 3:0 * |
| FC Rànger’s             | 0:9       | 0:4                     | 0:11  | 1:6           | 2:5 | 4:4         | 0:7  |             | 1:2            | 3:0 * |
| FC Lusitanos B          | 0:3       | 1:9                     | 0:7   | 3:3           | 0:4 | 2:4         | 3:4  | 1:3         |                | 3:0 * |
| CF Atlètic Amèrica      | 0:3 *     | 0:3 *                   | 0:3 * | 2:3           | 4:0 | 0:3 *       | 3:0  | 3:2         | 2:1            |       |

## Aufstiegsrunde

### Abschlusstabelle
Die Mannschaften der Plätze 1 bis 4 und 7 nahmen an der Aufstiegsrunde teil, in der jedes Team in einer einfachen Runde vier Spiele absolvierte. Die Ergebnisse aus der Vorrunde wurden übernommen.
| Pl. | Verein                  | Sp. | S  | U | N  | Tore    | Diff. | Punkte |
| --- | ----------------------- | --- | -- | - | -- | ------- | ----- | ------ |
| 1.  | FC Ordino (A)           | 22  | 17 | 2 | 3  | 097:200 | +77   | 53     |
| 2.  | Atlètic Club d’Escaldes | 22  | 15 | 2 | 5  | 059:230 | +36   | 47     |
| 3.  | CE Carroi               | 22  | 13 | 3 | 6  | 072:350 | +37   | 42     |
| 4.  | FS La Massana           | 22  | 13 | 3 | 6  | 070:400 | +30   | 42     |
| 5.  | CE Jenlai 1             | 22  | 8  | 1 | 13 | 045:780 | −33   | 19     |

Platzierungskriterien: 1. Punkte – 2. Direkter Vergleich (Punkte, Tordifferenz, geschossene Tore) – 3. Tordifferenz – 4. geschossene Tore

| (A) | Absteiger der letzten Saison |

### Kreuztabelle
| 2017/18                 | FC Ordino | Atlètic Club d’Escaldes | CAR | FS La Massana | JEN |
| ----------------------- | --------- | ----------------------- | --- | ------------- | --- |
| FC Ordino               |           | 1:1                     | –   | 4:1           | –   |
| Atlètic Club d’Escaldes | –         |                         | 1:0 | –             | 0:1 |
| CE Carroi               | 0:9       | –                       |     | 1:1           | –   |
| FS La Massana           | –         | 3:1                     | –   |               | 5:0 |
| CE Jenlai               | 0:3       | –                       | 1:6 | –             |     |

## Relegation
Der Zweitplatzierte der Segona Divisió bestritt im Anschluss Relegationsspiele gegen den Siebten der Primera Divisió.
|           | Gesamt |                         | Hinspiel | Rückspiel |
| --------- | ------ | ----------------------- | -------- | --------- |
| FC Encamp | 2:0    | Atlètic Club d’Escaldes | 2:0      | 0:0       |